# Jeu de Marseille

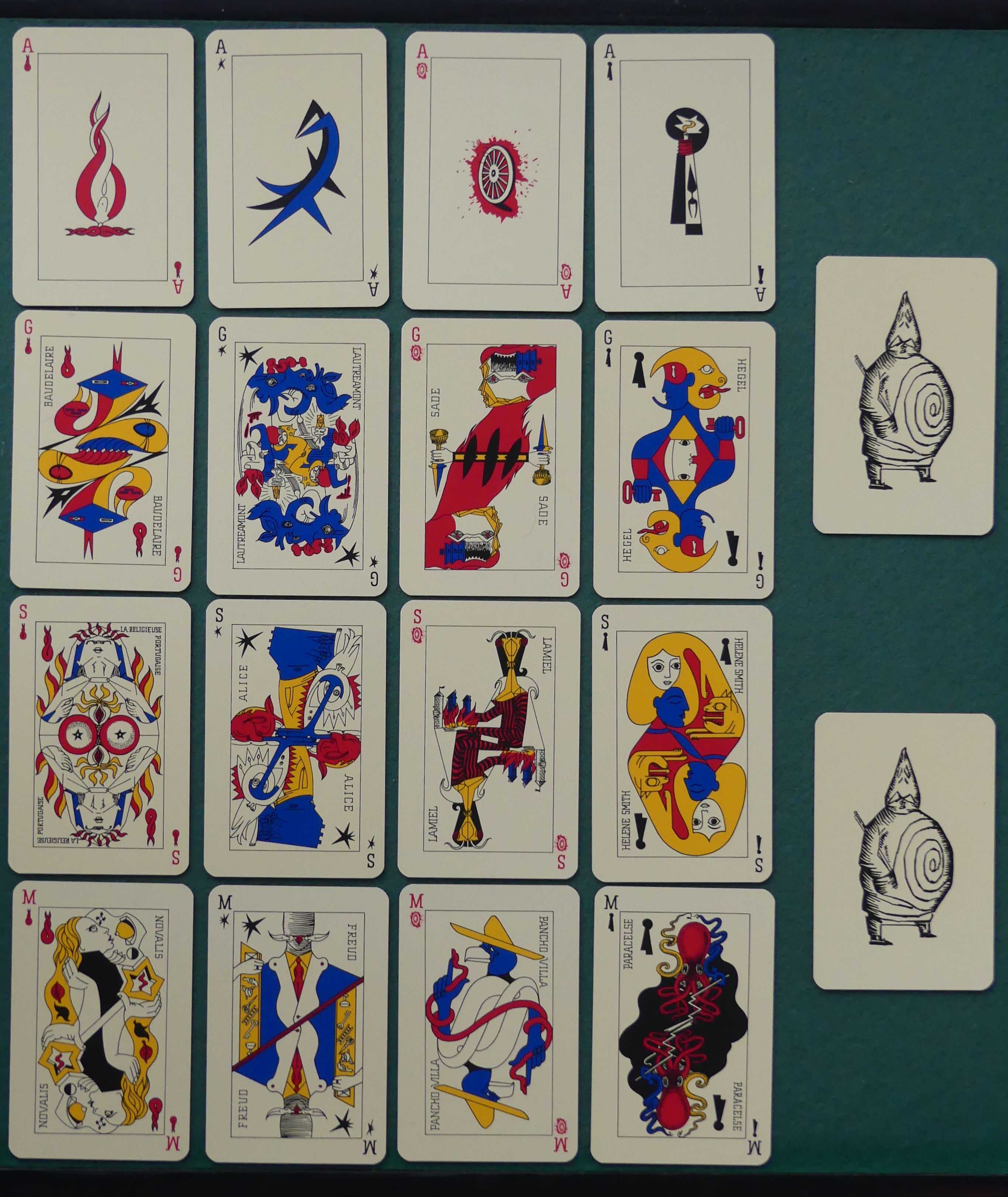
As, génies, sirènes, mages et jokers du jeu de Marseille

Le Jeu de Marseille est une variante du jeu de 54 cartes créée en mars 1941 par des artistes surréalistes réfugiés à la villa Air-Bel à Marseille.

## Circonstances historiques
Le 14 août 1940, le journaliste américain Varian Fry, antinazi ayant sauvé entre 2000 et 4000 juifs (1907-1967), arrive à Marseille en tant que représentant de l'Emergency Rescue Committee (« Comité américain de secours ») avec pour mission de permettre à des personnalités artistiques, politiques ou scientifiques, sous les menaces de l'application de l'article 19 de la convention d'armistice qui stipule la livraison aux Allemands de tous les étrangers déclarés « poursuivis et indésirables », de quitter le territoire français. Il est aidé financièrement par une riche héritière, Mary Jayne Gold et bénéficie du patronage d'Eleanor Roosevelt, femme du président des États-Unis, Franklin Delano Roosevelt.
Pour accueillir les réfugiés dans l'attente d'un visa de sortie du territoire, Varian Fry loue une bastide de dix-huit pièces entourée d'un jardin, dans le quartier de La Pomme : la villa Air-Bel. Au début du mois d'octobre 1940 arrivent les premiers occupants : l'écrivain Victor Serge avec sa femme Laurette et leur fils Vlady, puis André Breton, sa femme Jacqueline Lamba et leur fille Aube.
D'autres artistes surréalistes rejoignent André Breton : les peintres Victor Brauner, Max Ernst, Wifredo Lam, André Masson, Oscar Dominguez, Jacques Hérold, et le poète Benjamin Péret. Ils reconstituent un groupe et tentent de reprendre leurs activités malgré l'absence de moyens.

## Jeu de Marseille
Au cours d'une des fréquentes réunions Au Brûleur de loups, un café sur le Vieux Port, quelqu'un lance l'idée de créer un jeu de cartes.
Il s'agit de « substituer de nouvelles images aux anciennes [sans] rompre la structure générale du jeu de trente-deux ou cinquante-deux cartes [...] et sa division à parties égales en couleurs rouges et noires. » André Breton explique ainsi : « ce qui, ici, est récusé par nous de l’ancien jeu de cartes, c’est d’une manière générale, tout ce qui indique en lui la survivance du signe et de la chose signifiée. »
Par souci d'identité nationale, les surréalistes s'en prennent « aux valeurs sociales des figures, destituant le roi et la reine de leur pouvoir depuis longtemps révolu et déchargeant intégralement l'ancien valet de son rang subalterne. »,
Le roi, la reine et le valet deviennent ainsi « Génie », « Sirène » et « Mage ». Les personnages, à fort sens symbolique, sont choisis d'un commun accord.
Quant aux quatre enseignes (généralement appelées couleurs), elles deviennent : la flamme d'amour, l'étoile de rêve, la roue de révolution et la serrure de connaissance.
Après tirage au sort des figures, vingt-deux projets de cartes sont dessinés par Victor Brauner, André Masson, Oscar Dominguez, Max Ernst, Jacques Hérold, Wifredo Lam, Jacqueline Lamba et André Breton.
Enfin, le joker est figuré « sous les traits d'Ubu, dessiné par Jarry. »
Le Jeu a été publié pour la première fois dans la revue surréaliste VVV en 1943 puis exposé au musée d'art moderne de New York. En 1983, le Jeu a été édité par André Dimanche à Marseille, et reproduit dans le catalogue de l'exposition La Planète affolée en 1986. En 2003, Aube Elléouët-Breton et sa fille Oona offrent au Musée Cantini les vingt-deux dessins du jeu, acquis lors de la vente Breton, en mémoire de Varian Fry.

## Les projets pour le jeu de Marseille
- André Breton

- Paracelse. Mage de Connaissance. Serrure, encre de Chine noire et aquarelle, sur papier Canson contrecollé sur papier, 23,7 × 13,8 cm : Paracelse (1493-1541) était un alchimiste et philosophe suisse, père de la médecine hermétique, qui donnait une place prépondérante aux maladies invisibles, délires de la foi et de l'imagination.
- As de Connaissance. Serrure, aquarelle, encre de Chine et crayon sur papier, 27,8 × 18 cm : la sèche dessinée par Breton sur cette carte est faite à partir du modèle publié dans la première livraison du Magasin pittoresque d'Edouard Charton (1833).
- Victor Brauner

- Hélène Smith. Sirène de Connaissance. Serrure, crayons noir et de couleurs sur papier-calque, 27,4 × 18,1 cm : Hélène Smith (1861-1920), née Catherine Élise Müller, prétendait revivre le destin de personnages réels comme Marie-Antoinette ou imaginaire telle une princesse hindoue et disait avoir rencontré des Martiens. Elle connut la célébrité au début du XXe siècle quand parut l'ouvrage du docteur Théodore Flournoy, Des Indes à la planète Mars. Étude sur un cas de somnambulisme avec glossolalie (1900).
- Hegel. Génie de Connaissance. Serrure, crayons noir et de couleurs sur papier-calque, 27,6 × 17,8 cm : dans l'Anthologie de l'humour noir, André Breton emprunte à Hegel sa définition de l'humour objectif qui résulte de ce que « l'esprit, tout en gardant son caractère subjectif et réfléchi, se laisse captiver par l'objet et sa forme réelle. »
- Oscar Dominguez

- Freud. Mage de Rêve. Étoile, aquarelle, crayons de couleur et encre de Chine sur papier Canson, 27,1 × 17 cm.
- As de Rêve. Étoile, crayon bleu et encre de Chine sur papier, 27 × 16,6 cm.
- Max Ernst

- Pancho Villa. Mage de Révolution. Roue, crayons noir et de couleurs sur papier, 29,7 × 19,8 cm : Pancho Villa (1878-1923) devint un général mexicain en 1920 après avoir été hors-la-loi dès l'âge de seize ans à la suite du meurtre d'un homme qui voulait séduire sa sœur. Constamment révolté et idéaliste, il soutint trois « révolutionnaires » qu'il combattit, successivement et avec la même vigueur, une fois ces hommes devenus président. Il mourut assassiné. Avec Emiliano Zapata, il est une figure légendaire de l'histoire du Mexique.
- As d'Amour. Flamme, crayons noir et rouge sur papier-calque, 23,3 × 13,5 cm.
- As d'Amour. Flamme, variante, crayons noir et rouge, 29,7 × 19,8 cm.
- Jacques Hérold

- Lamiel. Sirène de Révolution. Roue, encre de Chine et crayons de couleurs sur papier, retouches de gouache blanche, 27,1 × 17 cm : Lamiel est l'héroïne du dernier roman de Stendhal (1783-1843), resté inachevé. Pendant féminin de Julien Sorel (Le Rouge et le noir), Lamiel est une jeune fille instable, dévorée d'ambition, affamée de plaisir et, en même temps, un esprit libre et élevé, sachant passer outre à la vulgarité et la sottise de son temps et convaincre de la nécessité de l'hypocrisie sociale.
- Sade. Génie de Révolution. Roue, encre de Chine et crayons de couleurs sur papier, 27,2 × 17 cm.	
- Wifredo Lam

- Lautréamont. Génie de Rêve. Étoile, encre de Chine et crayon sur papier, 32,4 × 25,1 cm.
- Alice. Sirène de Rêve. Étoile, encre de Chine et crayon sur papier, 32,6 × 25,1 cm.
- Jacqueline Lamba

- As de Révolution. Roue, taches d'encre rouge projetées sur papier et collage de la roue centrale (encres rouge et noire), 24 × 13,6 cm.
- Baudelaire. Génie d'Amour. Flamme, gouache, encre de Chine et collage sur papier Canson, 27,9 × 16 cm : à l'origine de la critique picturale faite par des poètes, Charles Baudelaire a insisté sur la nécessaire sympathie qui doit unir le critique à l'œuvre qu'il considère. Les surréalistes ont érigé en principe cette nécessaire sympathie.
- Baudelaire. Génie d'Amour. Flamme, variante, aquarelle et encre de Chine sur papier Canson, 27,9 × 18 cm.
- André Masson

- La Religieuse portugaise. Sirène d'Amour. Flamme, aquarelle et crayon sur papier Canson, 27,2 × 17 cm : héroïne des Lettres portugaises, titre donné à cinq lettres d'amour, qui, si elles ne sont pas authentiques, furent sans doute inspirées par une aventure vécue entre Mariana Alcoforado, religieuse portugaise, et un gentilhomme français, le marquis de Chamilly. Elles eurent un immense succès dès leur publication en 1669.
- La Religieuse portugaise. Sirène d'Amour. Flamme, variante, encre de Chine et crayon sur papier, reprise à la gouache blanche, 33,2 × 21,2 cm.
- Novalis. Mage d'Amour. Flamme, encre de chine sur papier, 33 × 21,4 cm : « le désir de Novalis d'élaborer une science de l'imagination en acte donnant au poète la faculté de voyance, la mise en avant d'un sens du surréel jouèrent un rôle de premier plan pour la quête des surréalistes vers les pouvoirs de l'inconscient et l'automatisme. »
- Novalis. Mage d'Amour. Flamme, variante, aquarelle et crayon sur papier Canson, avec collage des deux flammes, 27,9 × 16,7 cm.
- Frédéric Delanglade à la demande d'André Breton, a "normalisé" ces dessins et réalisé les dos des cartes :

- Dos rectangulaire, encre de Chine et reprises à la gouache blanche sur papier, 30,9 × 24 cm.
- Dos circulaire, encre rouge et encre de Chine sur carton, 16,4 × 13,7 cm.